# Eruguera de Grauer
L'eruguera de Grauer (Ceblepyris graueri) és una espècie d'ocell de la família dels campefàgids (Campephagidae).

## Hàbitat i distribució
Habila la selva pluvial de les muntanyes del nord-est i est de la República Democràtica del Congo i sud-oest d'Uganda.